# 889
889 (DCCCLXXXIX) fue un año común comenzado en miércoles del calendario juliano, en vigor en aquella fecha.

## Acontecimientos
- Guido, duque de Spoleto, derrota al rey lombardo Berengario de Friuli en el río Trebia, y es aclamado como rey de Italia en una asamblea en Pavía. Luego de confirmar algunos privilegios de la Iglesia católica, es coronado con la Corona de Hierro por el papa Esteban V.[1]
- Boris I, kan del imperio búlgaro, abdica al trono luego de un reinado de 37 años, y se retira a un monasterio. Es sucedido por su hijo mayor Vladimir.[2]
- Los jázaros y los cumanos expulsan a los pechenegos de sus tierras, lo que les obligaría a invadir años más tarde a los magiares.
- En Italia, Forli se convierte en república por primera vez y se alía en la facción gibelina dentro de la disputa de los güelfos y gibelinos.
- Hermenegildo Gutiérrez, conde de Coímbra, reconquista Coímbra, luego de haberlo perdido temporalmente tras la primera conquista en 878.[3]
- Los reyes Eochaid y Giric de Alba y Strathclyde (actual Escocia) son depuestos por invasores vikingos. Son sucedidos por Donald II, hijo de Constantino I, quien se convirtió en rey de Escocia.
- Revuelta campesina en el reino de Silla Unificada (actual Corea), debido a imposición de impuestos a campesinos por parte del rey Jinseong (fecha aproximada).
- Indravarman I, gobernante del imperio jemer (hoy Camboya), fallece y es sucedido por su hijo Yasovarman I.
- Fin de la era japonesa Ninna y comienzo de la era Kanpyō.

## Nacimientos
- Minamoto no Kintada, poeta japonés (m. 948)

## Fallecimientos
- Borijov I, duque de Bohemia (fecha aproximada)
- Ibn Marwan, líder sufí (fecha aproximada)
- Indravarman I, rey del imperio jemer (u 890)